# Liste der Mitglieder des Landtags von Waldeck-Pyrmont 1852–1855
Diese Liste nennt die Liste der Mitglieder des Landtags von Waldeck-Pyrmont 1852–1855.
1852 verabschiedete Fürst Georg Victor die Verfassungsurkunde für die Fürstentümer Waldeck und Pyrmont. Damit wurde ein neues Wahlrecht bestimmt und 1852 der erste Landtag nach diesem Wahlrecht gewählt. Gewählt wurden 15 Abgeordnete in indirekter Wahl in Mehrpersonenwahlkreisen. Diese Wahlkreise entsprachen den vier Landkreisen, wobei je Kreis vier Abgeordnete gewählt wurden. Ausnahme war Pyrmont, wo drei Abgeordnete gewählt wurden. Rechtsgrundlage der Wahl war das Wahlgesetz vom 17. August 1852 (Wald. Reg. Bl. S. 163).

## Liste der Abgeordneten
Die so bestimmten Abgeordneten waren:
| Wahlbezirk           | Abgeordneter               | Anmerkungen           |
| -------------------- | -------------------------- | --------------------- |
| Kreis der Twiste     | Wilhelm Engelhard          |                       |
| Kreis der Twiste     | Gustav Schreiber           |                       |
| Kreis der Twiste     | Carl Steineck              | Präsident             |
| Kreis der Twiste     | Carl Curtze                |                       |
| Kreis des Eisenbergs | Johann Friedrich Knublauch | bis 24. Dezember 1853 |
| Kreis des Eisenbergs | Ferdinand Großkurth        | Ab 24. Dezember 1853  |
| Kreis des Eisenbergs | Reinhard Köhler            |                       |
| Kreis des Eisenbergs | Wilhelm Grebe              |                       |
| Kreis des Eisenbergs | Georg Wagner               |                       |
| Kreis der Eder       | Friedrich Backhaus         |                       |
| Kreis der Eder       | Julius Waldschmidt         |                       |
| Kreis der Eder       | Jacob Rörig                |                       |
| Kreis der Eder       | Christian Fuldner          |                       |
| Kreis Pyrmont        | Georg Rhein                |                       |
| Kreis Pyrmont        | Carl Rudolph Waldeck       | bis 15. November 1853 |
| Kreis Pyrmont        | Friedrich Hastenpflug      | ab 15. November 1853  |
| Kreis Pyrmont        | Georg Steinmeyer           | Bis 20. Januar 1855   |
| Kreis Pyrmont        | Wilhelm Gleisner           | Ab 20. Januar 1855    |